# 한국영화감독협회
한국영화감독협회는 한국영화감독 상호간의 친목도모 및 명실상부한 영화예술 창작 주체로서의 권익을 옹호하고 영상문화산업의 발전과 한국영화의 세계적 위상정립에 기여할 목적으로 2000년 7월 27일 설립된 대한민국 문화체육관광부 소관의 사단법인이다. 사무실은 서울시 중구 남산동 3가 34-5 남산빌딩 217(우: 100-043)에 있다.

## 주요 사업
- 회원의 권익옹호와 지적재산권등을 포함한 권리증진을 위한 사업
- 영화예술 창달을 위한 정책제안과학술적 정립을 위한 사업
- 한국영화감독의 자질향상, 복지증진 및 영화저변확대를 위한 사업 등